# 사이버 코리아 21
사이버 코리아 21(Cyber Korea 21)은 대한민국의 정보통신부가 1999년 3월에 발표하여 추진한 정보화 정책으로, 1999년부터 2002년까지 4년간 민간 자본 17조 3,000억 원을 포함하여 모두 28조 원을 투입하는 정부의 정보인프라 기본 계획이다.
2002년까지 정보 인프라 구축 등에 28조 원을 들여 1백만 개의 일자리를 창출하고 118조 원의 생산유발 효과를 가져온다는 계획이다. 이 계획에 따르면 2002년까지 초고속 기간망을 전국 144개 통화권에 연결해 일반인의 인터넷 사용 속도를 1999년보다 100배 빠르게 고속화할 방침이며 국민 1천만 명에게 ID를 부여하여 정보처리능력을 향상시키기로 했다. 또한 자동차, 전자 등 주요 8대 업종을 운영하는 대기업과 중소하청업체를 정보네트워크(CALS)로 연결하여 기업 간 정보 유통의 효율화를 극대화하고 22위인 세계 정보화 순위를 10위권으로 끌어 올린다는 계획이다.
정보화 구축으로 창조적 지식기반국가를 건설하고, 국가경쟁력과 국민 삶의 질을 향상시킬 수 있도록 선진국 수준의 투자를 함으로써 2002년에는 세계 10위권의 지식정보화 선진국으로 발돋움하는 것을 목표로 하였다. 이에 의거하여 2002년은 1999년보다 100배 빠른 인터넷을 구현하여 초고속정보통신망을 효과적으로 구축하고자 하였고 세계에서 컴퓨터를 가장 잘 쓰는 나라로 만들기 위해 2001년까지 인터넷 사용자를 1천만 명 이상으로 확대하고자 하였다.
사이버 코리아 21의 성공적인 추진으로 2001년 대한민국은 OECD 회원국 중 인터넷초고속망 구축 세계 1위를 차지했다.

## 세부 사항

### 정보인프라 구축
- 2002년까지 1.5/2Mbps급 고속 통신 서비스 제공
- 컴퓨터 운영시스템을 인터넷표준으로 전환해 범세계적 지식공유체계 참여

### 국가 전반의 생산성 향상
- 세입, 세출 업무 등 재정종합정보시스템 구축, 2002년까지 개별 업무망을 정부 인트라넷으로 통합
- 주민·부동산·자동차 등록, 건축물대장과 부동산등기 종합정보시스템 구축
- 2002년까지 버스터미널, 지하철역, 우체국, 읍·면·동사무소에 통합정부무인정보단말기 개발·보급 32개 민원증명서류 발급
- 출생, 결혼, 이사, 졸업 등 민원통합처리시스템 구축
- 2001년까지 4대 사회보험 통합정보시스템 구축

### 신지식인화 운동
- 2002년까지 학습시간의 25%이상 멀티미디어교육 실시
- 2000년까지 전국 1만 개 학교에 1학교 2컴퓨터실습실 구축
- 매년 전체 교원의 25%씩 정보화 연수 교육

### 신비즈니스 육성
- 정보유통사업 육성 및 지원
- 중소기업 영문전자쇼핑몰 구축
- 정보제공자 지원 및 우체국 집배원 IP화
- 서울 소프트웨어타운 지정
- 정보통신 전문인력 양성
- 인터넷정보검색사 등 민간자격제도 활성화

## 같이 보기
- 대한민국의 IMF 구제금융 요청